# Ahegao

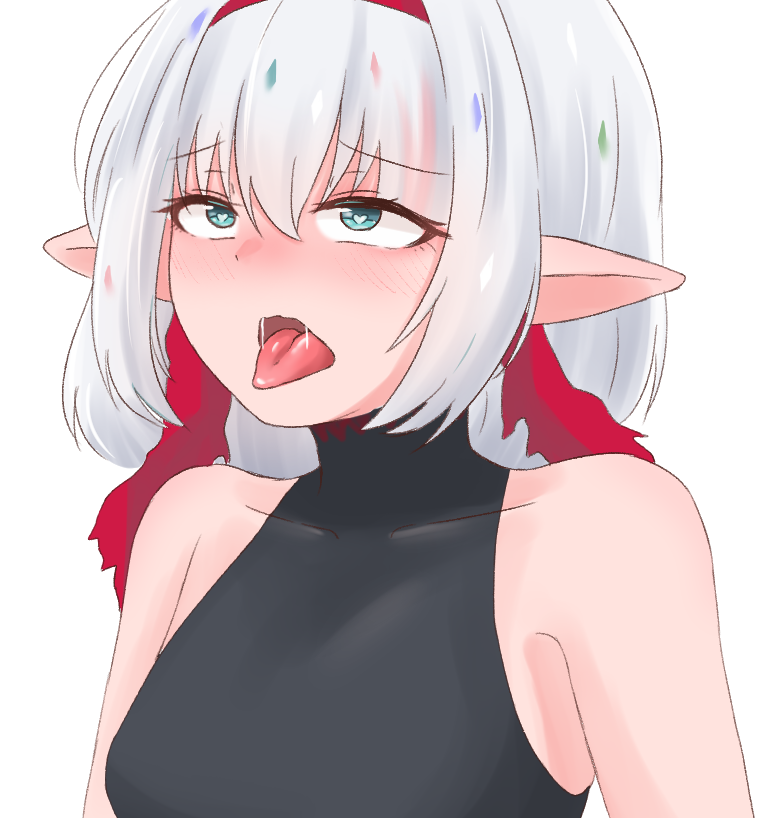
Ahegao-gezichtsuitdrukking

Ahegao (アヘ顔) is een Japanse term voor een gezichtsuitdrukking met rollende of gekruiste ogen, uitgestoken tong en licht rood gezicht, die intens genot of extase uitdrukt. De stijl is afkomstig uit Japanse pornografie en wordt vaak gebruikt in erotische manga, anime (hentai) en computerspellen (eroge).

## Etymologie
Het eerste deel van de term, ahe (katakana: アヘ), is een afkorting voor aheahe (アヘアヘ), een onomatopee voor hijgen of kreunen. Het tweede deel, gao of kao (顔), betekent 'gezicht'.
Er bestaan ook andere termen voor de gezichtsuitdrukking op het moment van een orgasme. Een daarvan is ikigao (イキガオ) wat 'komend [dat wil zeggen, orgastisch] gezicht' betekent. Het is de minder overdreven, meer natuurlijke variant van ahegao. Andere termen zijn acmegao (アクメ顔) van het Franse leenwoord acmé (orgasme), en yogarigao (よがり顔) voor "tevreden gezicht".

## Beschrijving
Typische kenmerken zijn gekruiste of naar achteren gerolde ogen, een hangende tong, kwijlende mond en blozende wangen. Ahegao geeft aan dat het ervaren plezier van de seksuele opwinding zo intens is dat het personage (meestal een vrouw) de controle over de gezichtsuitdrukking verliest.
In The History of Hentai Manga stelt hentai manga-onderzoeker Kimi Rito dat ahegao drie specifieke eigenschappen volgen die hen onderscheiden van andere ikigao-uitdrukkingen (orgasmegezicht):
- Het oogwit is zichtbaar of wordt bijna zichtbaar. De focus van de ogen is niet gefixeerd.
- De mond is open en de tong steekt uit.
- Speeksel, slijm, zweet en andere lichaamsvloeistoffen zijn vaak aanwezig.

Hoewel ahegao veel wordt gebruikt in pornografische manga, anime en computerspellen, is het niet uitsluitend een term in hentai. Ook niet-pornografische werken, evenals dito cosplay en selfies bevatten ahegao-gezichten, als parodie of meme, of als algemene uitdrukking van groot genot voor van alles, niet alleen seks.

## Geschiedenis
Volgens Thomas Baudinette, docent Japanstudies aan Macquarie University, heeft ahegao mogelijk zijn oorsprong in het einde van de jaren 1990, toen het in Japanse pornografische tijdschriften verscheen. Volgens een artikel in Mel Magazine werd ahegao reeds in de jaren zestig gebruikt in erotische kunstforums en -gemeenschappen. Pas in de jaren 2010 begon het zich wijder te verspreiden op het internet in de westerse wereld, vooral vanwege de toenemende populariteit van hentai. Het vond toen ook zijn weg naar de reguliere, niet-erotische anime, cosplay en selfiecultuur, waar het werd gebruikt als een algemeen symbool voor overdadig genot, niet per se van seksuele aard.

Belle Delphine's ahegao-gezicht

Volgens een artikel van Nutaku, een gamingsite voor volwassenen, werd de combinatie van ahegao met het vredesteken in Japan een internetmeme, bekend als "ahegao double peace" (アヘ顔ダブルピース). Kimi stelt dat deze versie meestal werd gebruikt na een groepsverkrachtingsscène, waarbij het slachtoffer werd "gebroken" of als laatste deel van een vernederingsscène. Omdat dit echter een beperking was, werd het gebruik van de ahegao double peace gebruikelijker als grap. De term zelf wordt voor het eerst vermeld in een in eigen beheer uitgegeven computerspel uit 2010 genaamd Futa Letter, waarin de vriendin van de hoofdpersoon een ahegao double peace doet.
In 2018 trok Belle Delphine de aandacht van verschillende media voor haar Instagram-modellenwerk, waarin vaak haar ahegao-uitdrukkingen te zien waren.